# 松平乗政
松平 乗政（まつだいら のりまさ）は、江戸時代前期の大名。常陸国小張藩主、後に信濃国小諸藩初代藩主。乗政流大給松平家初代。官位は従五位下・美作守、能登守。祖母が石川康通の娘であったことから石川 乗政（いしかわ のりまさ）とも呼ばれる。

## 生涯
寛永14年（1637年）、美濃国岩村藩2代藩主（のちに遠江国浜松藩主、上野国館林藩初代藩主）松平乗寿の次男として誕生した。
嗣子に兄・乗久がいたため、寛永21年（1644年）4月22日、3代将軍・徳川家光に拝謁し、家光に近侍した。家光に四男の綱吉が生まれると、綱吉に近侍した。
正保4年（1647年）8月16日に従五位下・美作守に叙位・任官した。
家光没後は4代将軍・徳川家綱に仕え、慶安5年（1652年）6月4日に御小姓に任じられ、承応元年（1652年）11月7日に1000俵取りの知行を与えられる。
承応3年（1654年）に父が死去すると、その遺領から5000石を分与されて旗本となる。
寛文2年（1662年）に小姓組番頭に任じられ、同時に奥勤めも命じられた。
延宝7年（1679年）に若年寄に任じられ、同時に常陸河内郡・真壁郡などに5000石を加増され、1万石の大名として常陸小張藩主となった。
延宝9年（1681年）7月22日、下総国結城郡5000石を加増されて1万5000石となる。
天和2年（1682年）3月22日に奏者番に任じられ、同時に5000石の加増を受けて信濃小諸へ加増移封された。
小諸では同年7月に17か条の領内法度を制定し、五人組やキリシタン宗門、街道伝馬の整備、田畑耕作、理不尽の儀など領民の統制を細分化した。9月には小諸城内に松石山乗政寺という菩提寺を建てた。
また翌天和3年（1683年）1月には、乗政寺の中に八幡別当祈願所を置いて月光山日輪院薬師寺と称し、新田開発も行なった。
貞享元年（1684年）10月16日に小諸城内で死去した。享年48。跡を長男の乗紀が継いだ。

## 系譜
父母
- 父：松平乗寿
- 母：松樹院（赤城氏） - 側室

正室、継室
- 正室：涼雲院蓮室理清 - 岩城重隆の娘
- 継室：松浦鎮信の娘

側室
- 丹羽瀬氏

子女
- 松平乗紀（長男） 生母は丹羽瀬氏
- 松平信孝正室